# Peter Benton
Peter Benton kitalált szereplő a Vészhelyzet című amerikai kórházsorozatban. A megszemélyesítője Eriq La Salle. A sorozatban Benton sebész a sürgősségi osztályon.

## A kitalált személy története
A sorozat első évadjában Benton másodéves sebész rezidens, aki pont a bevezető epizódban ejti meg a legelső felügyelet nélküli műtétjét, amelynek sikeréért David Morgenstern sebész megdicséri. Benton kissé mogorva, magának való jellem, keveset mosolyog, és nem szereti a tréfát. A kollégái sem kedvelik túlzottan, kissé nagyképűnek és arrogánsnak tartják. A sorozat elején sebésznek tanuló John Carter éppen az ő tanulója lett: Benton nagyon szigorú és könyörtelen tanárnak bizonyul, Carter és a többi orvostanhallgató rettegtek tőle. Mindazonáltal Mark Greene elmondása szerint amikor együtt végezték az orvosi egyetemet, Benton állandóan rosszul volt.
Az első évadban rengeteget foglalkozott az öreg, betegeskedő édesanyjával, aki szenilisségére már csak Bentont ismerte fel a gyermekei közül. Mikor már állandó felügyeletet igényelt, Benton hazaköltözött, de még így sem tudta összeegyeztetni a munkájával a felügyeletet, ezért felbérelte Jeanie Boulet szakasszisztenst erre a feladatra. Egy óvatlan pillanatban az édesanyja mégis legurult a lépcsőn, és súlyos sérüléseket szerzett, fekvőbeteg lett. A könyörgése ellenére kénytelenek voltak elhelyezni egy ápolási otthonban, de nem sokra rá elhunyt.
Nem sokkal az édesanyja halála után Benton intim kapcsolatba került a férjezett Beoulet-val. A románcnak hamar vége szakadt, és erős feszültség maradt Benton és Boulet között, mert amikor a nő szakasszisztensként munkát kapott a sürgősségi osztályon, a férfi lekezelően és elutasítóan viselkedett vele. A második évadban testi kapcsolatot kezdett Carla Reese étterem tulajdonosnővel, de sosem éreztek egymás iránt semmi többet. Később kiderült, hogy Carla terhes lett, de nem akarta, hogy Benton bármilyen formában is részt vegyen a gyermek életében, ha nem akar. Benton először bizonytalan volt, de végül mindvégig Carla mellett volt. A gyermek hamarabb született meg, mint kellett volna, emiatt süketnéma lett. Benton ettől függetlenül ugyanúgy szerette, elmondása szerint a fia volt a legfontosabb dolog számára a világon. kettejükről Reese Benton lett a neve. Később Carla élettársa, Roger is aktívan részt vállalt Reese nevelésében.
A negyedik évadban közel került sebész kolléganőjéhez, Elizabeth Cordayhez. Eleinte csak testi kapcsolat volt közöttük, ahogy Corday mondta, elfoglalt sebészekként nem is remélhetnek mást, de később közelebb kerültek egymáshoz. Végül mégis szakítottak, mert Benton nem tudta elfogadni, hogy nem afroamerikai partnere van.
A hatodik évadban randevúzni kezdett Cleo Finch gyermekorvossal, aki ugyancsak az osztályon dolgozott. Kisebb zökkenőkkel a kapcsolatuk folyamatos volt, bár Benton gyakran nehezményezte, hogy Finch túlságosan öntudatos afroamerikai, és „meg akarja mondani, hogyan kell feketének lenni”. Finch doktornő Benton mellett volt, amikor meghalt annak unokaöccse, Jessie, és amikor szükség volt rá, befogadták Jessie volt barátnőjét, Kinishát is. A kislány azonban többször is beengedte Finch lakásába a barátait, és ellopták az autóját is.
Az évek elteltével egészen szoros kötelék alakult ki közte és Carter doktor között. Amikor Carter egy idő után úgy érezte, hogy a sebészet nem való a számára, és átnyergelt a sürgősségi ellátásra, Benton megneheztelt rá. Carter ezután egy darabig úgy érezte, hogy Benton nem tiszteli őt, és egy alkalommal elé állt, számon kérni ezt rajta. A szinte tettlegességig fajuló vita végén Benton azt mondta neki: „ha azt akarod, hogy tiszteljelek, ne akarj folyton megfelelni nekem”. Később mély barátság alakult ki köztük. Amikor Cartert leszúrta egy skizofréniás beteg, és ő rászokott a fájdalomcsillapítókra, Benton erővel kényszerítette elvonókúrára. Carter ezt később úgy értékelte, hogy Benton megmentette az életét.
A karrierje során többször származott baja a konokságából, emiatt az első évadokban Angela Hicks doktornővel is sokszor összeütközésbe került, majd később még több konfliktusa volt Robert Romano doktorral. Az akaratos, nehéz természetű Romano többször nehezményezte, hogy Benton túl sok időt tölt a fiával a munka rovására. A gyakornoki ideje letelte után Benton szinte Corday orra elől kaparintotta meg a baleseti sebész ösztöndíjas állást, amivel mind Corday, mind Romano haragját kivívta. A hetedik évadban Romano neki adta a sebészeti gyakorlatvezetői állást, direkt kikötve előre, hogy viselkedjen csapatjátékosként. Ennek ellenére Benton rövid idő elteltével keresztbe tett Romanónak, amikor névtelen bejelentést tett a  minisztériumi ellenőrnél, hogy a főnöke nem hajlandó megoperálni egy önmagával, egészségével nem törődő beteget. Az eset után a haragra gerjedő Romano egyszerűen kirúgta Bentont, még a belépőkártyáját is visszavonatta. Eljárt ugyan interjúkra, de a jelentős befolyással bíró Romano feketelistára tetette, így nem alkalmazta senki. Amikor Benton számon kéri ezt rajta, Romano felajánl egy napidíjas állást, amit először dühösen visszautasított, végül mégis kénytelen volt elfogadni.
A nyolcadik évadban Carla autóbalesetben elhunyt, és Roger pert indított Reese felügyeletéért. A pert végül Benton nyerte meg, de mivel nem sikerült Romano doktortól kevesebb beosztással járó munkát kapnia, otthagyta a megyei kórházat.